# Laviusoma laviudae
Laviusoma laviudae är en mångfotingart som först beskrevs av Kraus 1955.  Laviusoma laviudae ingår i släktet Laviusoma och familjen orangeridubbelfotingar. Inga underarter finns listade i Catalogue of Life.